# Patti Lank
Patti Lank (ur. 4 lipca 1964 w Midale, Saskatchewan, Kanada) – amerykańska curlerka. Skip zespołu z Niagara Falls Curling Club, Ontario.
Lank rozpoczęła grę w curling w 1978 roku. Przed zmianą kanadyjskiego obywatelstwa wystąpiła w sześciu turniejach prowincjonalnych. Lank po raz pierwszy wzięła udział w mistrzostwach USA w 1994 roku i zajęła 4. miejsce. 
Patti łącznie pięciokrotnie zdobywała tytuły mistrzyń kraju, co pozwalało jej na występy w mistrzostwach świata. Podczas występu w 1999 Amerykanki dotarły do finału, który przegrały 5:8 z reprezentantkami Szwecji (Elisabet Gustafson). W 2004 zespół Lank ponownie znalazł się w fazie play-off, przegrał tam 5:10 mecz o brąz ze Szwajcarkami (Luzia Ebnöther).
Lank brała udział we wszystkich krajowych eliminacjach olimpijskich. W 2010 przegrała jedynie z Debbie McCormick. Podobnie było w 2002.
Amerykańska Federacja Curlingu wyznaczyła ją dwukrotnie (2002 i 2004) do uczestnictwa w Continental Cup of Curling.

## Wielki Szlem
| Turniej                | 2007/2008 | 2008/2009 | 2009/2010 | 2010/2011 | 2011/2012 |
| ---------------------- | --------- | --------- | --------- | --------- | --------- |
| Autumn Gold            | A         | A         | A         | A         | x         |
| Manitoba Lotteries     | A         | A         | A         | x         | A         |
| Sobeys Slam            | x         | x         | —         | x         | —         |
| Players’ Championships | A         | A         | x         | A         | A         |

| —  | = turniej nie odbył się                     |
| A  | = nie uczestniczyła                         |
| x  | = nie zakwalifikowała się do fazy finałowej |
| QF | = ćwierćfinał                               |
| SF | = półfinał                                  |
| F  | = finał                                     |
| W  | = zwycięstwo                                |

## Drużyna
|           | Czwarta    | Trzecia          | Druga             | Otwierająca       |
| --------- | ---------- | ---------------- | ----------------- | ----------------- |
| od 2013   | Patti Lank | Cory Christensen | Mackenzie Lank    | Caitlin Maroldo   |
| 2012/2013 | Patti Lank | Mackenzie Lank   | Nina Spatola      | Caitlin Maroldo   |
| 2011/2012 | Patti Lank | Nina Spatola     | Caitlin Maroldo   | Molly Bonner      |
| 2010/2011 | Patti Lank | Caitlin Maroldo  | Jessica Schultz   | Mackenzie Lank    |
| 2009/2010 | Patti Lank | Caitlin Maroldo  | Ann Swisshelm     | Chrissy Haase     |
| 2003/2004 | Patti Lank | Erika Brown      | Nicole Joraanstad | Natalie Nicholson |
| 2001/2002 | Patti Lank | Erika Brown      | Allison Pottinger | Natalie Nicholson |
| 1998/1999 | Patti Lank | Erika Brown      | Allison Pottinger | Tracy Sachtjen    |
| 1996/1997 | Patti Lank | Analissa Johnson | Joni Cotten       | Tracy Sachtjen    |